# Владимировка (Белогорский район)
Влади́мировка (ранее Алексе́евка, ранее Конечи́; укр. Володимирівка, крымскотат. Köneçi, Конечи) — село в Белогорском районе Республики Крым, входит в состав Зуйского сельского поселения (согласно административно-территориальному делению Украины — Зуйского поселкового совета Автономной Республики Крым).

## Население
| 2001 | 2014 |
| ---- | ---- |
| 168  | ↗182 |

Всеукраинская перепись 2001 года показала следующее распределение по носителям языка
| Язык             | Процент |
| ---------------- | ------- |
| русский          | 55,95   |
| крымскотатарский | 32,74   |
| украинский       | 8,93    |

### Динамика численности
| - 1805 год — 170 чел. - 1864 год — 60 чел. - 1889 год — 101 чел. - 1892 год — 115 чел. - 1902 год — 121 чел. - 1915 год — 136/37 чел. | - 1926 год — 209 чел. - 1989 год — 128 чел. - 2001 год — 168 чел. - 2009 год — 189 чел. - 2014 год — 182 чел. |

## Современное состояние
На 2017 год в Владимировке числится 1 улица — Шоссейная; на 2009 год, по данным поссовета, село занимало площадь 45,2 гектара на которой, в 59 дворах, проживало 189 человек. Владимировка связана автобусным сообщением с Симферополем и соседними населёнными пунктами.

## География
Село Владимировка находится на северо-западе района. Расположено в северном предгорье Внешней гряды Крымских гор, в долине Зуи, на левом берегу реки. Высота центра села над уровнем моря — 191 м. Соседние сёла: Украинское — примерно в 1,2 км ниже по долине и Литвиненково — в 700 м выше. Расстояние до райцентра — около 27 километров (по шоссе), расстояние до железнодорожной станции Симферополь — около 30 километров. Транспортное сообщение осуществляется по региональной автодороге 35Н-111 Анновка — Зуя (по украинской классификации — С-0-10335).

## История
Первое документальное упоминание селения Конечи встречается в Камеральном Описании Крыма… 1784 года, судя по которому, в последний период Крымского ханства деревня (записано как 2 деревни Екары Конеджни и Ашагы Конеджи) входила в Зуинский кадылык Акмечетского каймаканства. После присоединения Крыма к России (8) 19 апреля 1783 года, (8) 19 февраля 1784 года, именным указом Екатерины II сенату, на территории бывшего Крымского Ханства была образована Таврическая область и деревня была приписана к Симферопольскому уезду. После Павловских реформ, с 1796 по 1802 год, входила в Акмечетский уезд Новороссийской губернии. По новому административному делению, после создания 8 (20) октября 1802 года Таврической губернии, Конечи были включён в состав Кадыкойскои волости Симферопольского уезда
По Ведомости о всех селениях в Симферопольском уезде состоящих с показанием в которой волости сколько числом дворов и душ… от 9 октября 1805 года, в деревне Конечи числилось 24 двора, 124 крымских татарина и 46 крымских цыган. Затем, видимо, в связи с эмиграциями татар в Турцию в первой половине XIX века, одно из поселений опустело (на военно-топографической карте генерал-майора Мухина 1817 года в Ашага-Конечи (записано, как Ашоа каныше) обозначено 20 дворов, Юкары каныше записана пустующей а просто Конечи нет вовсе. После реформы волостного деления 1829 года именно Ашага Кенечи, согласно «Ведомости о казённых волостях Таврической губернии 1829 года», переподчинили из Кадыкойской волости в Айтуганскую.
На карте 1836 года в деревне Юхары Конечи 10 дворов, в Ашага-Конечи — 4 и в русской Конечи — 6 дворов, а на карте 1842 года все 3 селения обозначены условным знаком «малая деревня», то есть, менее 5 дворов.
В 1860-х годах, после земской реформы Александра II, деревню приписали к Зуйской волости. В «Списке населённых мест Таврической губернии по сведениям 1864 года», составленном по результатам VIII ревизии 1864 года, записан Конечи (другое название Алексеевка) — владельческая татарская деревня с 8 дворами и 60 жителями при речке Зуе с примечанием, что на военно-топографических картах состоит из 3 участков: Конечи, Ашага-Конечи и Юхары-Конечи (на трёхверстовой карте Шуберта 1865—1876 года в деревне Конечи обозначено 3 двора, в Ашага-Конечи и Юхары-Конечи — по 2). В «Памятной книге Таврической губернии 1889 год», по результатам Х ревизии 1887 года, записана уже как Алексеевка с 16 дворами и 101 жителем (Конечи ни в каком варианте написания не упоминаются).
После земской реформы 1890 года, Алексеевку отнесли к Табулдинской волости. Согласно «…Памятной книжке Таврической губернии на 1892 год», в деревне Алексеевка, входившей в Алексеевское сельское общество, было 115 жителей в 21 домохозяйстве на общинной земле. По «…Памятной книжке Таврической губернии на 1902 год» в деревне Алексеевка, входившей в Айтуганское сельское общество, числился 121 житель в 18 домохозяйствах. По Статистическому справочнику Таврической губернии. Ч.II-я. Статистический очерк, выпуск шестой Симферопольский уезд, 1915 год, в деревне Алексеевка (она же Куничи) Табулдинской волости Симферопольского уезда числилось 22 двора с русским населением в количестве 136 человек приписных жителей и 37 — «посторонних», из которых 83 мужчины и 90 женщин. Жители владели 114 десятинами удобной земли. В хозяйствах имелось 33 лошади, 12 волов, 27 коров и 25 голов мелкого скота.
После установления в Крыму Советской власти, по постановлению Крымревкома от 8 января 1921 года была упразднена волостная система и село включили в состав вновь созданного Сарабузского района Симферопольского уезда, а в 1922 году уезды получили название округов. 11 октября 1923 года, согласно постановлению ВЦИК, в административное деление Крымской АССР были внесены изменения, в результате которых был ликвидирован Сарабузский район и образован Симферопольский и село включили в его состав. Согласно Списку населённых пунктов Крымской АССР по Всесоюзной переписи 17 декабря 1926 года, в селе Алексеевка, Осминского сельсовета Симферопольского района, числилось 47 дворов, из них 38 крестьянских, население составляло 209 человек. В национальном отношении учтено 208 русских и 1 немец, действовала русская школа. Постановлением ВЦИК от 10 июня 1937 года был образован новый, Зуйский район, в который вошло село.
В 1944 году, после освобождения Крыма от фашистов, 12 августа 1944 года было принято постановление № ГОКО-6372с «О переселении колхозников в районы Крыма» и в сентябре 1944 года в район приехали первые новоселы (212 семей) из Ростовской, Киевской и Тамбовской областей, а в начале 1950-х годов последовала вторая волна переселенцев из различных областей Украины. С 25 июня 1946 года Алексеевка в составе Крымской области РСФСР, а 26 апреля 1954 года Крымская область была передана из состава РСФСР в состав УССР. После ликвидации в 1959 году Зуйского района, село включили в состав Симферопольского. Время включения Алексеевки в Литвиненковский сельсовет пока не установлено: на 15 июня 1960 года село уже числилось в его составе. Указом Президиума Верховного Совета УССР «Об укрупнении сельских районов Крымской области», от 30 декабря 1962 года Симферопольский район был упразднён и село присоединили к Белогорскому. На 1968 год село уже входило в состав Зуйского поссовета, к тому времени Алексеевку переименовали во Владимировку (согласно справочнику «Крымская область. Административно-территориальное деление на 1 января 1968 года» — в период с 1954 по 1968 год). По данным переписи 1989 года в селе проживало 128 человек. С 12 февраля 1991 года село в восстановленной Крымской АССР, 26 февраля 1992 года переименованной в Автономную Республику Крым. С 21 марта 2014 года в составе Крыма аннексирована Россией.